# Миндра (Теленештський район)
Миндра (рум. Mîndra) — село у Теленештському районі Молдови. Входить до складу комуни, адміністративним центром якої є село Ратуш.

## Населення
За даними перепису населення 2004 року у селі проживала 391 особа.
Національний склад населення села:
| Національність | Кількість осіб | Відсоток |
| -------------- | -------------- | -------- |
| молдавани      | 385            | 98,5%    |
| росіяни        | 3              | 0,8%     |
| українці       | 2              | 0,5%     |
| болгари        | 1              | 0,3%     |
| Всього         | 391            | 100%     |